# Roller Monza
Il Sodalizio Hockeystico Roller Monza era una squadra di hockey su pista di Monza (all'epoca in provincia di Milano) nata il 7 luglio 1980 e dichiarata fallita dal tribunale nel 1997. I colori sociali erano il bianco e l'azzurro. Soci fondatori un gruppo di appassionati fuoriusciti dall'Hockey Club Monza vincitore di sette titoli italiani.

## Storia

### L'inizio

Oliviero Dalceri (a destra), primo portiere del Roller Monza, qui ritratto con la maglia dell'Amatori Lodi.

Il primo campionato fu giocato in serie C, poiché la dirigenza rilevò i diritti di partecipazione a questa divisione dall'Hockey Milano. Primo campo di gioco fu la palestra della scuola media di via Ardigò a Monza, situata all'interno di un complesso scolastico della città.
Era un luogo mitico per l'hockey monzese, anche se piccolo e non molto adatto a questa disciplina, dove già aveva giocato l'altra compagine cittadina, l'Hockey Club Monza perché la pista di via Boccaccio non era più agibile a causa dei vincoli architettonici definiti per la Villa Reale di Monza.
Punto di ritrovo per i tifosi il bar Sempione di Monza, situato nell'omonima via a due passi dal centro della città. Vennero ingaggiati alcuni veterani dell'hockey monzese, tra i quali possiamo ricordare Scurati, Arbizzoni, Campana e anche un giocatore straniero, Gonzales.
A guardia della porta fu messo Dalceri, grande portiere che a lungo difese i colori dell'Amatori Lodi. Per la stagione 1980-1981, inoltre, si decise di dare gli incassi in beneficenza. Furono conseguite clamorose affermazioni e in alcuni incontri il Roller segnò anche più di venti reti. E fu subito primo posto e promozione in Serie B. Da ricordare la partita contro la Pro Sarzana in cui l'arbitro, dopo essere stato colpito dalla pallina a un ginocchio, riuscì coraggiosamente a portare a termine l'incontro.
Per anno stagione successiva, con la squadra trasferita a Brugherio nel Palazzetto Paolo VI con una pista molto più grande e molti più posti per il pubblico, la rosa dei giocatori fu quasi totalmente rinnovata e fu allestita una formazione che avrebbe potuto giocare anche nella massima serie.
Il quintetto base era formato ancora da Dalceri in porta, in difesa Facchini e Righi, entrambi con una grande carriera in Serie A, in attacco Campolongo, giovane promessa lodigiana e José Virgilio, campione portoghese con trascorsi in Italia anche nel Monza. Di conseguenza, ci fu l'approdo alla A con un ruolo di marcia impressionante, anche se, nella penultima partita contro la Triestina, i monzesi conseguirono una vittoria talmente risicata, che da più parti si pronosticò, vista la stanchezza della squadra, l'impossibilità di raggiungere il traguardo finale.
Infatti, alla vigilia di questo incontro, tutti si aspettavano l'ennesima goleada, ma il Roller si ritrovò costretto a fare melina nei minuti finali, per difendere il vantaggio di una sola rete. L'ultima partita, molto combattuta, si giocò in Emilia contro l'Amatori Modena, formazione solida dai gloriosi trascorsi (fu due volte campione d'Italia) e decisa a non fare sconti a nessuno. Alcune centinaia di tifosi seguirono la trasferta e al termine dell'incontro ci fu una festosa invasione di campo per festeggiare vittoria e promozione. Profetico fu uno striscione con la scritta "andremo in A" esposto da alcuni tifosi fin dalle prime giornate di campionato. Da ricordare le vittorie contro il Grosseto (partita giocata di fronte a circa mille spettatori) e nei derby contro il Giovanni XXIII.

### La prima volta in serie A
La prima stagione nel massimo campionato fu caratterizzata da molte difficoltà. Infatti non venne creata una formazione in grado di ben figurare e la squadra dovette lottare fino alla fine per non retrocedere. Il motivo principale di questa situazione è da ricercarsi nel fatto che non venne ingaggiato un centro di spessore dopo il clamoroso passaggio di Maurizio Righi al Monza. Il sostituto, Brandolin, proveniente dalla Goriziana, purtroppo non mantenne le promesse e ciò fu causa di molti problemi soprattutto a livello di impostazione di gioco.
Ci furono parecchie brutte sconfitte, a Novara, a Giovinazzo, in casa contro il Monza, ma anche qualche partita persa non per demerito, ma più che altro per inesperienza, come quella tra le mura casalinghe contro l'Amatori Vercelli. Tuttavia vi furono anche match straordinari, ad esempio quando i ragazzi del mitico e appassionatissimo presidente Piero Ferlinghetti riuscirono, al termine di un incontro incredibile in una memorabile serata, a sconfiggere i campioni d'Italia della Reggiana tra l'entusiasmo dei tifosi.
Altra partita di questa stagione impossibile da dimenticare, fu quella con il Pordenone, quando il Roller, sotto di quattro reti all'inizio del secondo tempo, riuscì, dopo una rimonta fantastica, ad aggiudicarsi l'incontro.
Negli anni successivi la squadra venne costantemente migliorata mettendo sotto contratto anche dei buoni giocatori come Meroni e il famoso, anche se alla fine della carriera, Pep Giralt. Tuttavia il problema del centro si trascinò per parecchio tempo e non venne mai risolto in maniera adeguata.
Addirittura venne ingaggiato Calloni, ex attaccante del Monza e ormai non più in fase ascendente a livello di prestazioni, che venne reinventato come centro. A nulla servirono le perplessità espresse negli ambienti hockeystici cittadini riguardo a questa decisione. Il risultato di queste discutibili scelte tecniche fu che non venne mai fatto quel salto di qualità necessario per competere con l'Amatori Vercelli, il Novara e soprattutto con il Monza. I biancorossi, forti di uno sponsor munifico, le Pompe Vergani di Merate, grazie al quale fu costruito il nuovo palazzetto per l'hockey di Biassono, dove la squadra si trasferì lasciando la piccola e vecchia pista di via Ardigò, furono in quegli anni sempre ai vertici sfiorando ripetutamente lo scudetto e, soprattutto, risultando sempre vincitori nei derby.

### I successi
Dopo alcuni anni in cui i risultati furono piuttosto altalenanti e in cui ci fu anche una retrocessione, seguita però da un immediato ritorno nella divisione superiore, ci fu il salto di qualità. Infatti, col decisivo sostegno di sponsor importanti (un esempio per tutti i Supermercati Brianzoli, e infatti la squadra prese il nome di SB Roller Monza) che fecero in modo di rendere la squadra monzese per alcuni anni una vera potenza hockeistica, vennero ingaggiati campioni della nazionale italiana e argentina.
Grazie a loro iniziò un periodo di successi coinciso con la conquista di tre titoli italiani, una Coppa Italia e tre Coppe delle Coppe.
La prima finale fu giocata contro il Novara. L'impresa apparve subito impossibile sia per la fama degli avversari vincitori non di qualche scudetto, ma di qualche decina di scudetti, sia per l'inesperienza del Roller e forse anche per un senso di appagamento per essere arrivati fino a questo insperato traguardo. Di conseguenza la squadra novarese si aggiudicò la serie abbastanza facilmente con tre vittorie consecutive, ma tra i monzesi fu tanta la soddisfazione per essere arrivati fino ad un passo dal massimo obiettivo.
Inoltre cominciò ad esserci la consapevolezza che la squadra ci fosse e fosse anche forte e che grazie al nuovo corso iniziato con i nuovi sponsor bastasse poco per realizzare il sogno di diventare campioni d'Italia. Cosa che puntualmente si realizzò poco tempo dopo.
Il primo campionato fu conquistato proprio contro il Monza al termine di quattro combattutissimi incontri. Inizialmente ben pochi ritenevano possibile l'impresa, non tanto per la caratura tecnica dei biancoazzurri, che non avevano nulla da invidiare sotto questo punto di vista ai cugini, ma per la tradizione assolutamente negativa nei derby che aveva perseguitato il Roller fin dal suo primo anno in Serie A.
Infatti, questa "maledizione dei derby" era diventata talmente opprimente che, anche se i biancoazzurri sulla carta spesso erano più forti dei biancorossi, si riteneva talmente arduo conseguire la vittoria, che poi puntualmente sul campo la squadra non rendeva mai in proporzione al proprio valore andando sempre incontro a sonore sconfitte o a qualche risicato e rocambolesco pareggio.
Ulteriore dimostrazione di questa disgraziata situazione la finale di andata di Coppa Italia persa malamente proprio contro i cugini poco tempo prima con uno strascico di polemiche, poiché la finale di ritorno non fu giocata per motivi disciplinari. Infatti, per aver schierato in panchina in un incontro di campionato un atleta delle giovanili con una squalifica da scontare nel torneo di appartenenza e non certo nella massima serie, il Roller ebbe partita persa, punti di penalizzazione e, non si sa il perché di questa assurda decisione, l'estromissione dalla finale di ritorno di Coppa Italia che venne definitivamente assegnata al Monza. A nulla servirono le proteste e i reclami posti in essere dai biancoazzurri.
Ma le cose erano destinate a cambiare in modo decisivo e inaspettato. E infatti dopo due vittorie consecutive della squadra di Ferlinghetti (la prima ottenuta tra l'altro in trasferta a Biassono), e una dei biancorossi tra le mura amiche nel terzo match, l'ultima e decisiva partita, giocata a Brugherio in un Palazzetto Paolo VI gremito in modo incredibile, con tanto di diretta televisiva su un importante canale nazionale, vide la vittoria del Roller che fece suo l'incontro a suon di gol. Inutile la rimonta finale dei cugini che non riuscirono più a raddrizzare la situazione.
Da questo momento i ragazzi di Ferlinghetti, mai vincitori nelle stracittadine e quasi sempre sconfitti anche in maniera imbarazzante, e infatti tutti si ricordano, tra l'altro, la sconfitta contro il Monza 83 di Fossati, squadra militante in Serie B e composta non certo da giocatori professionisti, ma da quasi tutti ex del giocatori del Monza degli anni '70.
I cugini biancorossi erano stati protagonisti di memorabili imprese vincendo più volte lo scudetto), e un incontro di campionato quando il Roller, in vantaggio di parecchi gol, si fece incredibilmente raggiungere a 3 secondi dalla fine, risultarono sempre vittoriosi in tutti i successivi derby.
Questa nuova situazione ebbe una conseguenza immediata. I biancoazzurri divennero, dopo aver vissuto per anni all'ombra dei cugini biancorossi, la prima squadra cittadina. Infatti, purtroppo, il Monza iniziò un lento ma progressivo declino che lo portò prima alla retrocessione nei campionati minori, in seguito al passaggio all'hockey in-line senza però ottenere risultati significativi e infine a un doloroso e definitivo scioglimento al termine della stagione 2003-2004.
In questo modo furono disgraziatamente cancellati circa 70 anni (questa società fu fondata nel 1933) di storia hockeystica monzese e italiana. Ciò fu causa anche della sparizione degli infuocati derby che negli anni '60 appassionarono il pubblico monzese.
L'anno successivo fu la volta del secondo scudetto conquistato ai danni del Novara. Anche in questa occasione ci furono quattro combattutissimi incontri al termine dei quali la squadra monzese riuscì a laurearsi ancora una volta Campione d'Italia. Purtroppo questo campionato fu funestato dal terribile infortunio occorso a Mario Aguero, campione argentino e fortissimo attaccante biancoazzurro.
Durante l'incontro con l'Amatori Lodi il 27 gennaio del 1990, a Brugherio, il giocatore monzese fu colpito al volto da un difensore giallorosso con una forte bastonata che gli procurò un grave danno alla vista. La vicenda si concluse non solo a livello di giustizia sportiva, ma se ne occupò anche la giustizia ordinaria in sede civile e penale.
La stagione sportiva seguente tuttavia non finì come ci si aspettava e chi pronosticò un'altra facile affermazione biancazzurra dovette ben presto ricredersi. Infatti, a due passi da Monza, in quel di Seregno, fu messa insieme una squadra che per un paio d'anni fu capace di risvegliare quella rivalità tipica dei passati derby monzesi. L’Hockey Seregno si trasformò quindi da squadra da media-bassa classifica a compagine protagonista del campionato e delle coppe europee.
La finale si disputò per la terza volta consecutiva in quattro incontri ma questa volta, a differenza delle precedenti, il Seregno dominò il Roller che perse malamente la serie e dovette scucire dalle maglie il tricolore che deteneva da due anni.
Ma questa inaspettata delusione doveva essere ben presto vendicata. Nella stagione seguente la squadra biancazzurra dopo l'ennesimo torneo da protagonista raggiunse per la quinta volta consecutiva la finale e sconfisse i biancorossi seregnesi rifacendosi della cocente sconfitta dell'anno precedente.
Tuttavia i problemi erano dietro l'angolo. Infatti gli sponsor più importanti annunciarono l'intenzione di ritirarsi dal finanziamento della società che si ritrovò subito con gravi problemi di natura economica, che portarono in breve ad un ridimensionamento degli obiettivi. Conseguenza immediata fu non solo la fine dei trionfi in campionato, ma anche il mancato raggiungimento della finale che era stata una costante nei tornei antecedenti. Verso la metà degli anni novanta la squadra dette segnali di ripresa raggiungendo ancora per due anni consecutivi l'ultimo atto del torneo.

### La crisi e lo scioglimento
Malauguratamente, dopo una serie di vicissitudini negative (fra le quali la scomparsa del presidente Piero Angelo Ferlinghetti il 15 dicembre 1995), il Roller Monza entrò in una crisi che divenne sempre più profonda fino allo scioglimento, che coincise con la conquista del quarto e ultimo titolo di campione d'Italia del 1996 ai danni dell'Hockey Novara.
Anche quest'ultima vittoria fu conseguita lontano da Monza, al PalaSesto di Sesto San Giovanni (quando non era ancora stato trasformato in Palazzo del ghiaccio), a causa della cronica mancanza di una struttura idonea in quella che era stata fino a quel momento la capitale italiana dell'hockey su pista.
Fra i giocatori che hanno indossato la casacca biancazzurra ricordiamo Mario Aguero, Paez, Mauro Cinquini, Franco Girardelli "Cirio", Giuseppe "Pino" Marzella, Alessandro Cupisti, Virgilio, i gemelli Alberto e Alessandro Michielon, Facchini, Oliviero Dalceri e tanti altri che hanno contribuito a rendere memorabile e appassionante il cammino di questo Sodalizio Hockeystico.

## Cronistoria
| Cronistoria del Roller Monza |
| --- |
| - 1980 – Fondazione del Sodalizio Hockeystico Roller Monza. - 1980-1981 - In Serie C. Promosso in Serie B. - 1981-1982 - In Serie B. Promosso in Serie A. - 1982-1983 - 10º in Serie A. Quarti di finale in Coppa Italia. - 1983-1984 - 8º in Serie A1. Quarti di finale dei play-off scudetto. Primo turno in Coppa Italia. - 1984-1985 - 9º in Serie A1. Ottavi di finale in Coppa Italia. Eliminato in Coppa di Lega. - 1985-1986 - 12º in Serie A1. Retrocesso in Serie A2. Eliminato in Coppa Italia. - 1986-1987 - In Serie A2. Promosso in Serie A1. - 1987-1988 - 3º in Serie A1. Finale dei play-off scudetto. Finale in Coppa Italia. - 1988-1989 - 2º in Serie A1. Vince i play-off scudetto. Campione d'Italia (1º titolo). Finale in Coppa Italia. Vince la Coppa delle Coppe (1º titolo). - 1989-1990 - 1º in Serie A1. Vince i play-off scudetto. Campione d'Italia (2º titolo). Vince la Coppa Italia (1º titolo). Primo turno in Coppa dei Campioni. Finale in Supercoppa europea. - 1990-1991 - 1º in Serie A1. Finale dei play-off scudetto. Finale in Coppa dei Campioni. - 1991-1992 - 2º in Serie A1. Vince i play-off scudetto. Campione d'Italia (3º titolo). Vince la Coppa delle Coppe (2º titolo). - 1992-1993 - 4º in Serie A1. Semifinale dei play-off scudetto. Eliminato in Coppa Italia. Quarti di finale in Coppa dei Campioni. Finale in Supercoppa europea. - 1993-1994 - 3º in Serie A1. Semifinale dei play-off scudetto. Finale in Coppa Italia. Quarti di finale in Coppa CERS. - 1994-1995 - 2º in Serie A1. Finale dei play-off scudetto. Finale in Coppa Italia. Vince la Coppa delle Coppe (3º titolo). - 1995-1996 - 1º in Serie A1. Vince i play-off scudetto. Campione d'Italia (4º titolo). Eliminato in Coppa Italia. Finale in Supercoppa europea. - 1996 – Al termine della stagione 1995-1996 cessa l'attività sportiva. |

## Palmarès

### Competizioni nazionali
5 trofei
- Campionato italiano: 4

1988-1989, 1989-1990, 1991-1992, 1995-1996
- Coppa Italia: 1

1989-1990

### Competizioni internazionali
3 trofei
- Coppa delle Coppe: 3

1988-1989, 1991-1992, 1994-1995

### Altri piazzamenti
- Campionato italiano:

Finalista dei play-off scudetto: 1987-1988, 1990-1991, 1994-1995
- Coppa Italia:

Finalista: 1987-1988, 1988-1989, 1993-1994, 1994-1995
- CERH European League:

Finalista: 1990-1991
- Supercoppa d'Europa/Coppa Continentale:

Finalista: 1989-1990, 1992-1993, 1995-1996

## Statistiche

### Partecipazioni ai campionati
| Livello | Categoria | Partecipazioni | Debutto   | Ultima stagione | Totale |
| ------- | --------- | -------------- | --------- | --------------- | ------ |
| 1º      | Serie A   | 1              | 1982-1983 | 1982-1983       | 13     |
| 1º      | Serie A1  | 12             | 1983-1984 | 1995-1996       | 13     |
| 2º      | Serie B   | 1              | 1981-1982 | 1981-1982       | 2      |
| 2º      | Serie A2  | 1              | 1986-1987 | 1986-1987       | 2      |
| 3º      | Serie C   | 1              | 1980-1981 | 1980-1981       | 1      |

### Partecipazione alle coppe nazionali
| Competizione  | Partecipazioni | Debutto   | Ultima stagione |
| ------------- | -------------- | --------- | --------------- |
| Coppa Italia  | 11             | 1982-1983 | 1995-1996       |
| Coppa di Lega | 1              | 1984-1985 | 1984-1985       |

### Partecipazioni alle coppe europee
| Competizione       | Partecipazioni | Debutto   | Ultima stagione | Miglior risultato                                     |
| ------------------ | -------------- | --------- | --------------- | ----------------------------------------------------- |
| Coppa dei Campioni | 3              | 1989-1990 | 1992-1993       | Finale nel 1990-1991                                  |
| Coppa delle Coppe  | 3              | 1988-1989 | 1994-1995       | Campione nel 1988-1989, nel 1991-1992 e nel 1994-1995 |
| Coppa CERS         | 1              | 1993-1994 | 1993-1994       | Quarti di finale nel 1993-1994                        |
| Supercoppa europea | 3              | 1989-1990 | 1995-1996       | Finale nel 1989-1990, nel 1992-1993 e nel 1995-1996   |